# 小島庸平
小島 庸平（こじま ようへい、1985年5月17日 - ）は、三重県鈴鹿市出身のモトクロスライダー。
2006年全日本モトクロス選手権国際A級125cc（現IA2）チャンピオン。
2007年全日本モトクロス選手権国際A級250cc（現IA1）に昇格。2009年よりモトクロス世界選手権参戦。。
2015年国際A級250cc (現IA1) チャンピオン。